# Giovanni Wall
Giovanni Wall, in inglese John Wall, in religione Gioacchino di sant'Anna (Preston, 1620 – Worcester, 22 agosto 1679), è stato un presbitero e francescano inglese; martirizzato sotto Carlo II, è venerato come santo della Chiesa cattolica e ricordato come uno dei santi quaranta martiri di Inghilterra e Galles.

## Biografia
Giovanni Wall nacque a Preston (Nord Ovest dell'Inghilterra) nel 1620, quarto figlio di una famiglia di fede cattolica. Battezzato dal futuro santo Edmund Arrowsmith, Giovanni si iscrisse al Collegio inglese di Douai (nelle Fiandre), quando era ancora molto giovane. Proseguì gli studi al Collegio inglese di Roma, dove entrò il 5 novembre 1641 usufruendo di un sussidio della Santa Sede. Fu ordinato sacerdote il 3 dicembre 1645; due giorni prima suo fratello ottenne l'ammissione al medesimo Collegio romano.
Terminati gli studi, il 12 maggio 1648 padre Giovanni fu inviato in missione in Inghilterra. Per sfuggire alla rete di spie finanziata dal governo di Londra, adottò diversi pseudonimi, tra cui Francis Johnson, Francis Webb e Francis Dormor. Negli anni successivi maturò in lui il desiderio di diventare frate francescano. Quando fu certo che quello era il suo desiderio si trasferì di nuovo a Douai, questa volta per entrare come novizio nel convento di San Bonaventura, retto dall'Ordine dei frati minori (1º gennaio 1651). Ricevette il nome di Gioacchino di sant'Anna in onore dei genitori della Vergine Maria. Dopo due anni divenne vicario del convento e, in seguito, maestro dei novizi.
Nel 1656 chiese di tornare in Patria come missionario; i superiori acconsentirono e lo inviarono nell'Inghilterra centro-occidentale. Giovanni partì con alcuni confratelli, guidati da padre Leo Randolph. Visse da laico con lo pseudonimo Francis Johnson, o Webb. Divenne governatore della Grammar school di Worcester. Fu ospitato da una vedova cattolica, Mary Yate, che fece costruire nel suo maniero diversi nascondigli, dove Giovanni poté rifugiarsi in caso di perquisizioni. Le «buche sacerdotali» furono opera di Nicholas Owen (oggi santo), che ne costruì centinaia nella regione. Nel 1678 accadde un fatto inaspettato: padre Giovanni si trovava a King's Norton, vicino a Birmingham e un anglicano, Thomas Millford, lo nascose nella sua casa. Wall gli disse: «Se Dio vorrà che io muoia per la fede, offrirò il mio sangue per la tua anima».
Nell'ottobre dello stesso anno scoppiò il cosiddetto «complotto papista», il falso intrigo architettato dal reietto Titus Oates. Si scatenò una caccia ai cattolici, e il governo mise una taglia su tutti i sacerdoti catturati, promettendo una ricompensa di 50 sterline. Padre Giovanni si trovava a Londra, ospite nel locale convento francescano. I francescani londinesi officiavano nel Palazzo reale di San Giacomo per la regina consorte Caterina di Braganza. Al convento, padre Giovanni fece la conoscenza di padre Claudio de La Colombière, francese, conosciuto per essere direttore spirituale di Margherita Maria Alacoque (oggi sono santi entrambi). A Londra padre Claude era predicatore personale di Maria Beatrice d'Este, duchessa di York e futura Regina.
Tornato nell'Inghilterra centro-occidentale, Giovanni Wall si stabilì a Rushock, presso la famiglia Finch. In dicembre giunse in paese un gruppo di mercenari, incaricati dallo sceriffo di catturare un debitore inadempiente. Non riuscirono a trovarlo. I mercenari venivano pagati solo a missione compiuta. Pur di non tornare a mani vuote, catturarono un'altra persona così da essere pagati per il servizio. La persona prescelta fu padre Giovanni. Portato dinanzi alla corte fece subito presente lo scambio di persona. Il giudice gli promise la libertà a patto di pronunciare il Giuramento di fedeltà. Wall rispose che non poteva giurare su leggi contrarie alla sua fede. Fu così che il giudice seppe che era cattolico. Per aver opposto questo rifiuto venne rinchiuso per cinque mesi in prigione. Durante la prigionia padre Giovanni scrisse molte pagine su argomenti teologici e morali. I suoi scritti sono considerati oggi pagine memorabili sulle condizioni di vita dei cattolici della sua epoca:
Il 25 aprile 1679 fu condotto in tribunale per il processo. La sentenza era già scritta. Fu condannato a morte per alto tradimento, capo d'imputazione architettato ad hoc contro i cattolici. Di ritorno alla sua cella scrisse:
Dopo la condanna, padre Giovanni fu inviato a Londra per essere processato da altri giudici, che lo assolsero dal presunto complotto papista, ma che lo condannarono a morte per la sua attività sacerdotale.

Passò i suoi ultimi giorni terreni nel carcere di Worcester, nella stessa regione dove per anni aveva operato come missionario. Data la stime di cui godeva come eccellente accademico, ritenuto uno tra i sacerdoti più illustri della sua generazione, gli fu ancora proposto di giurare sull'Atto di supremazia per riavere la libertà; e ancora padre Wall rifiutò. Il 22 agosto fu prelevato dalla sua cella e portato nella periferia di Worcester per essere impiccato, sventrato e squartato. Prima di salire sul patibolo poté leggere per intero il discorso che aveva scritto, incentrato sulla Santissima Trinità.
Dopo il martirio, la testa di padre Giovanni fu conservata nel convento francescano di San Bonaventura a Douai. Al tempo della Rivoluzione francese andò perduta.
Il corpo squartato venne sepolto nel cimitero della chiesa di Sant'Osvaldo a Worcester. Oggi è meta di pellegrinaggio.
Cinque giorni dopo il martirio, Thomas Millford si convertì dall'anglicanesimo al cattolicesimo.

## Culto
Giovanni Wall fu beatificato da Pio XI il 15 dicembre 1929 e fu canonizzato da Paolo VI il 25 ottobre 1970 nel novero dei 40 martiri inglesi e gallesi.. La sua memoria liturgica cade il 22 agosto.